# Killing Is My Business... And Business Is Good!
Killing Is My Business... And Business Is Good! è il primo album in studio del gruppo musicale statunitense Megadeth, pubblicato nel giugno 1985 dalla Combat Records.

## Descrizione
Dopo essere stato cacciato dai Metallica, avendo litigato con i membri fondatori James Hetfield e Lars Ulrich, Dave Mustaine decise di fondare i Megadeth e, dopo aver trovato una formazione stabile, incise questo disco. Egli trova il bassista David Ellefson e due musicisti jazz di alto livello come il batterista Gar Samuelson e il chitarrista Chris Poland.
Nella biografia Mustaine, il frontman dei Megadeth racconta di come la casa produttrice mise a disposizione 8.000 dollari, cifra ritenuta esageratamente bassa da Mustaine. Appena ricevuti i soldi, il manager Jay Jones spese 4.000 dollari in eroina, riducendo al limite il budget. I Megadeth riuscirono ad ottenere altri 4.000 dollari per la produzione, cifra ritenuta comunque insoddisfacente da Jones e Mustaine. A causa della bassa disponibilità economica, la produzione del disco non fu quella sperata. Sempre nel suo libro, Dave Mustaine dichiara di avere disegnato lui stesso la copertina del disco, modificata tuttavia dalla casa discografica senza il suo permesso. La nuova copertina non piacque per niente a Mustaine, che dovette attendere il 2011 per rimasterizzare il disco ed inserire l'immagine originaria. Nonostante questi problemi, Killing Is My Business... And Business Is Good vendette bene e fu ben accolto dalla critica, permettendo al gruppo di acquisire una sostanziosa schiera di fan.

## Le canzoni
Il disco si apre con Last Rites/Loved to Death, brano che inizia con una lugubre parte di tastiera eseguita da Mustaine e accompagnata dal bassista David Ellefson, per poi dare vita ad un brano veloce e martellante. Si passa alla title track, veloce e aggressiva, e a Rattlehead, una delle canzoni più amate del quartetto. These Boots è una parodia di These Boots Are Made for Walking di Nancy Sinatra, pezzo che ha avuto una travagliata storia poiché la casa discografica censurò le parole della canzone, ritenute troppo offensive, per poi permetterne il reinserimento solo nel 1996, però con un testo diverso (all'inizio della traccia, per meno di un secondo, è avvertibile la canzone Gloria di Umberto Tozzi nella versione del 1982 cantata da Laura Branigan in lingua inglese). Chosen Ones mostra qualche influenza dall'album Kill 'Em All dei Metallica, che Mustaine contribuì in buona parte a comporre. Il disco si conclude con Mechanix, uno dei brani contesi tra il leader dei Megadeth e la sua ex band. Si dice che il brano venne scritto da Mustaine e Hetfield quando militavano insieme e venne incluso nel demo No Life 'Til Leather, ma al primo venne riconosciuta la maggioranza dei diritti di autore. I Metallica riscrissero una canzone molto simile a livello musicale ma con un testo differente, dal titolo The Four Horsemen, la quale è stata inserita in Kill 'Em All.

## Tracce
Testi e musiche di Dave Mustaine, eccetto dove indicato.
Versione originale
1. Last Rites/Loved to Death – 4:38
2. Killing Is My Business... And Business Is Good! – 3:02
3. The Skull Beneath the Skin – 3:42
4. These Boots – 3:39 (testo: Lee Hazlewood, Dave Mustaine)
5. Rattlehead – 3:39
6. Chosen Ones – 2:50
7. Looking Down the Cross – 4:58
8. Mechanix – 4:20 (Dave Mustaine,James Hetfield,Lars Ulrich)

Riedizione del 2002
1. Last Rites/Loved to Deth – 4:41
2. Killing Is My Business... And Business Is Good! – 3:07
3. The Skull Beneath the Skin – 3:48
4. Rattlehead – 3:43
5. Chosen Ones – 2:55
6. Looking Down the Cross – 5:02
7. Mechanix – 4:25
8. These Boots – 4:39 (testo: Lee Hazlewood, Dave Mustaine)
9. Last Rites/Loved to Deth (Demo) – 4:16
10. Mechanix (Demo) – 3:59
11. The Skull Beneath the Skin (Demo) – 3:11

The Final Kill (Riedizione del 2018)
1. Last Rites/Loved to Death – 4:38
2. Killing Is My Business... And Business Is Good! – 3:02
3. The Skull Beneath the Skin – 3:42
4. Rattlehead – 3:39
5. Chosen Ones – 2:50
6. Looking Down the Cross – 4:58
7. Mechanix – 4:20
8. These Boots (Vocals Re-Recorded with Original Lee Hazlewood Lyrics) – 3:36 (testo: Lee Hazlewood, Dave Mustaine)
9. Last Rites/Loved to Deth (Live, 1987 London, UK) – 4:48
10. Killing Is My Business... and Business Is Good! (Live, 1986 Denver, CO) – 4:07
11. The Skull Beneath the Skin (Live, 1990 London, UK) – 3:35
12. Rattlehead (Live, 1987 Bochum, Germany) – 4:04
13. Chosen Ones (Live, 1986 Denver, CO) – 3:49
14. Looking Down the Cross (Live, 1986 Denver, CO) – 4:39
15. Mechanix (Live, 1986 Denver, CO) – 3:46
16. Last Rites/Loved to Deth (Demo) – 4:15
17. The Skull Beneath the Skin (Demo) – 3:12
18. Mechanix (Demo) – 4:00

## Formazione
- Dave Mustaine – voce, chitarra, pianoforte
- Chris Poland – chitarra
- David Ellefson – basso, cori
- Gar Samuelson – batteria, timpani (traccia 5)